# 滾打包收
滾打包收是圍棋用語。是指連續採用撲、打吃、封等手法來使對手棋子成為無效率的凝形再加以攻擊的方式。其中滾打是指把對手棋子攻成凝形，包收是指進一步圍攻。滾打包收是圍棋攻擊常用的手法，通常首先以撲和連續打吃來破對方可能的眼位並減少氣，其次再以迦（門吃）的手法加以圍攻追擊。
滾打包收通常發生在在己方的一塊棋看似完整不易受攻而掉以輕心，但其實整塊棋的連接不夠確實，眼位不真時，一次嚴重的滾打包收很可能決定一整盤的局勢。因此棋諺有云：『滾打包收俱謹避。』